# Parc provincial The Enclosure
Le parc provincial The Enclosure est un parc provincial situé dans la paroisse de Derby, près de Miramichi à l'est du Nouveau-Brunswick. Il est situé au confluent de la rivière Miramichi Nord-Ouest et de la rivière Miramichi Sud-Ouest, où prend forme la rivière Miramichi. Il est accessible par la route 8. Il fait face à l'île Boishébert.